# Station Kamo
Station Kamo (加茂駅,  Kamo-eki) is een spoorwegstation in de Japanse stad Kizugawa. Het wordt aangedaan door de Yamatoji-lijn en de Kansai-lijn. Hoewel beide lijnen theoretisch dezelfde lijn zijn, worden ze als aparte lijnen gezien. Het station heeft drie sporen, gelegen aan twee eilandperrons.

## Treindienst doorJR West
Om een overstap tussen beide lijnen gemakkelijker te maken zijn er een vaste perrons voor elke lijn. Zo kan men overstappen zonder zich naar een ander perron te begeven.
| 1, 2, 3, 4 | ■ Yamatoji-lijn ■ Kansai-lijn | richting Nara, Tennōji en JR Namba richting Iga-Ueno, Tsuge en Kameyama |

## Geschiedenis
Het station werd in 1897 geopend. In 1907 werd het traject Kamo-Daibutsu-Nara gesloopt en vervangen door de verbinding Kamo-Kizu-Nara. In 1999 werd het station vernieuwd.

## Overig openbaar vervoer
Bussen 10, 66, 107, 100 en 210 van Nara Kōtsū.
(<< richting Nagoya) Kameyama · Seki · Kabuto · Tsuge · Shindō · Sanagu · Iga-Ueno · Shimagahara · Tsukigaseguchi · Ōkawara · Kasagi · Kamo (>> richting JR Namba via de Yamatoji-lijn)
(Kansai-lijn<<) Kamo · Kizu · Narayama · Nara · Kōriyama · Yamato-Koizumi · Hōryūji · Ōji · Sangō · Kawachi-Katakami · Takaida · Kashiwara · Shiki · Yao · Kyūhōji · Kami · Hirano · Tōbu-Shijō-mae · Tennōji · Shin-Imamiya · Imamiya (>>Osaka-ringlijn) · JR Namba